# Чиженко, Юлия Николаевна
Юлия Николаевна Чиже́нко (фамилия после первого брака — Фоменко) (30 августа 1979, Архангельск) — российская легкоатлетка. Заслуженный мастер спорта. Чемпионка мира в помещении (2006) в беге на 1500 метров.

## Спортивная карьера
По результатам сезона Юлия Фоменко отобралась для участия в летних Олимпийских играх 2008 года в Пекине, но в результате нахождения допинг-несоответствий была отстранена от участия в них
 31 июля 2008 года IAAF отстранила Елену Соболеву, Гульфию Ханафееву, Светлану Черкасову, Дарью Пищальникову, Татьяну Томашову, Юлию Фоменко и Ольгу Егорову от участия во всех соревнованиях из-за подозрения в подмене допинг-проб: оказалось, что в пробах, взятых в апреле — мае, августе — сентябре 2007 года, а также 21 июля 2008 года не совпадает ДНК. Всероссийская федерация легкой атлетики приняла решение дисквалифицировать россиянок на два года с момента взятия проб. Таким образом, к лету 2009 года семь спортсменок должны были быть допущены к соревнованиям. Но IAAF осталась недовольна приговором ВФЛА, сочтя его слишком мягким и обратилась в спортивный арбитраж, который удовлетворил жалобу международной ассоциации, хотя и не увеличил дисквалификацию до 4 лет, как того требовали в IAAF. Суд постановил, что срок дисквалификации должен был начать свой отсчет с 3 сентября 2008 года (для Ольги Егоровой — с 20 октября) — с момента отстранения от соревнований. Общий срок дисквалификации составил два года и девять месяцев. 30 апреля 2011 года дисквалификация для всех спортсменок завершилась. На чемпионате России, первом после дисквалификации, спортсменка заняла 12-е место.
Победитель ряда санкт-петербургских городских пробегов: пробег памяти МС СССР Г.Пахомова 2014—2015 гг., кросс Хепоярви 2012—2014 гг., Сестрорецкий полумарафон 2012 г., марафон Белые ночи (дистанция 10 км) 2013—2014 годы.
Замужем за легкоатлетом Андреем Карпиным с 2009 года. Дочь Кристина. Проживают в Петербурге.

## Основные результаты
| Год  | Турнир                       | Место проведения     | Место | Дистанция |
| ---- | ---------------------------- | -------------------- | ----- | --------- |
| 2003 | Универсиада                  | Тэгу, Южная Корея    | 4     | 1500 м    |
| 2005 | Легкоатлетический финал IAAF | Монте-Карло, Монако  | 6     | 1500 м    |
| 2005 | Чемпионат мира               | Хельсинки, Финляндия | 1DQ   | 1500 m    |
| 2006 | Чемпионат мира в помещении   | Москва, Россия       | 1     | 1500 м    |
| 2006 | Чемпионат Европы             | Гётеборг, Швеция     | 2     | 1500 м    |
| 2011 | Чемпионат России             | Чебоксары, Россия    | 12    | 1500 м    |